# モンテクレステーゼ
モンテクレステーゼ（伊: Montecrestese）は、イタリア共和国ピエモンテ州ヴェルバーノ・クジオ・オッソラ県にある、人口約1,300人の基礎自治体（コムーネ）。

## 地理

### 位置・広がり
| 隣接するコムーネは以下の通り。括弧内のCH-TIはスイス・ティチーノ州所属を示す。 - Campo (CH-TI) - クレヴォラドッソラ - クロード - マゼーラ - プレーミア - サンタ・マリーア・マッジョーレ |